# ويليام غاريسون
ويليام غاريسون (بالإنجليزية: William Garrison)‏ هو مهندس وجغرافي أمريكي، ولد في 20 أبريل 1924 في تينيسي في الولايات المتحدة، وتوفي في 1 فبراير 2015 في لافاييتي في الولايات المتحدة.